# Mo Cay Nam
Mo Cay Nam é um distrito (em vietnamita: huyen) da província de Ben Tre, na  região do Delta do Rio Mekong, no Vietname. Sua população, de acordo com estimativas de 2004, era de 166 474 habitantes e possui uma área de 219,9 km². A capital do distrito é Mo Cay.
O distrito de Mo Cay Nam faz limites a leste com Giong Trom, a oeste com a província de Tra Vinh, a norte e nordeste com Mo Cay Bac e Giong Trom, ao sul e sudoeste com Thanh Phu e a província de Tra Vinh. É dividido em 16 comunas.